# Лёгкий Бунт на Мэддисон-авеню
«Легкий бунт на Мэдисон-авеню» (Slight rebellion off Madison) — рассказ Джерома Дэвида Сэлинджера. Относится к ранним рассказам на переиздание которых был наложен запрет автором. Вошёл в роман «Над пропастью во ржи» в переработанном виде как одна из глав. 
Позже вошел в сборник «Ранние рассказы».
Был написан в ноябре 1941 года. Первый рассказ Сэлинджера принятый для публикации в «The New Yorker». Писатель был очень рад, когда его агент Дороти Олдинг сообщила, что редакция приняла рассказ. Однако публикация была отложена до 1946 года из-за войны. Из-за того, что рассказ пролежал в редакции пять лет писатель думал, что он уже никогда не будет опубликован.
Повествование ведётся от третьего лица. В основе рассказа лежит концепция «несчастливой истории».
Главный герой рассказа Холден Колфилд является также героем рассказов «День перед прощанием», «Я сумасшедший», «Сельди в бочке», «Океан, полный шаров для боулинга» и романа «Над пропастью во ржи». Образ персонажа в рассказе имеет первоначальную версию и был в последующих произведениях изменён. По мнению биографа Сэлинджера К. Славенски Холден Колфилд изображен писателем как мальчик из высшего света, сын состоятельных родителей и типичный парень с обложки. По мере развития повествования у героя зреет внутриличностный конфликт и проявляется недовольство своей социальной средой и желание бежать от своих сверстников, которые внешне успешны, но духовно бедны, а также от светских разговоров, которые манерны и скрывают искренние чувства.

## Сюжет
Юный Холден Колфилд впервые встречается с Салли, чтобы покататься на коньках. После небольшой светской беседы с ней Холден раскрывает свои истинные мысли о бессмысленности подготовительной школы, говоря ей, что он «в плохой форме». Он предлагает переехать с ней подальше от города, но Салли отвергает эту идею как абсурдную фантазию. 

Позже Холден и Карл Люс появляются в баре Уодсворта, где они пьют виски и содовую. Холден обращается к Карлу как к «интеллектуальному парню» и гипотетически спрашивает его, что бы он делал, если бы ненавидел школу и хотел «убраться к чёрту из Нью-Йорка». Холден получает ответ, похожий на ответ Салли, и его покидают. Оставшись один, Холден в пьяном виде дважды звонит Салли по телефону-автомату. Затем, поболтав с пианистом в баре в туалете, Холден ждет автобус на углу Мэдисон-авеню со слезами на глазах.